# San Biagio di Callalta
San Biagio di Callalta är en ort och kommun i provinsen Treviso i regionen Veneto i Italien. Kommunen hade 13 046 invånare (2018).